# Bundesautobahn 143
Bundesautobahn 143 (em português: Auto-estrada Federal 143) ou A 143, é uma auto-estrada na Alemanha.
A Bundesautobahn 143 tem 22 km de comprimento.

## Estados
Estados percorridos por esta auto-estrada:
- Faltaestado